# Udba.net
Udba.net je bila spletna stran, ki jo je leta 2003 odprl Dušan S. Lajovic. Temu je sledila afera Udba.net in posledična ukinitev spletne strani.
Na njej je objavil Centralno abecedno evidenco Republiškega sekretariata za notranje zadeve Socialistične republike Slovenije, pod katerega je spadala tudi Služba državne varnosti (SDV), naslednica UDBE. Objavljena je bil le razlaga kategorij in abecedni seznam (priimek, ime, datum rojstva, dosje SDV): 
- nadzorovani
- sodelavci
- zaposleni

Med znanimi osebnosti, objavljeni na udba.net, so bili Miha Brejc, Barbara Brezigar, Janez Drnovšek, Vekoslav Grmič, Janez Janša, Zmago Jelinčič, Milan Kučan, Lojze Peterle, Borut Pahor, Tone Anderlič, France Bučar in Matjaž Kmecl.
Delni seznam z okoli 14.000 imeni sodelavcev in zaposlenih je bil pozneje objavljen v knjigi Med svobodo in rdečo zvezdo.